# دالي جاريت
دالي جاريت (بالإنجليزية: Dale Jarrett)‏ هو مالك فريق ناسكار ‏ ومعلق رياضي أمريكي، ولد في 26 نوفمبر 1956 في كونوفر في الولايات المتحدة.

## وصلات خارجية
- دالي جاريت على موقع Racing-Reference.info (الإنجليزية)
- دالي جاريت على موقع DriverDB.com (الإنجليزية)
- دالي جاريت على موقع قاعة كارولاينا الشمالية للمشاهير الرياضية (الإنجليزية)
- دالي جاريت على موقع إن إن دي بي (الإنجليزية)